# Патрік Антоніус
Патрік Антоніус (фін. Patrik Antonius; 13 грудня 1980, Вантаа) — професійний гравець в покер, відомий своїми досягненнями в онлайн-покері. В інтернеті відомий під ніками: Patrik Antonius, Finddagrind, Luigi66369, I_Knockout_U, try_hrdr_fish і -ANTONIUS-. Станом на 2011 рік заробив понад 11 мільйонів доларів США онлайн грою і $ 2,5 мільйона в турнірах.

## Біографія
Народився 13 грудня 1980 року в місті Вантаа в робітничій родині. Його батько заробляв на життя розвезенням хліба, мати працювала в яслах. З дитинства грав в футбол, теніс і хокей. Антоніус був дуже обдарованим гравцем в теніс. Коли йому було 13 років, тренер напророчив йому призи на Вімблдонському турнірі, в результаті чого Патрік залишив інші види спорту і посилено зайнявся тенісом, проте через два роки наполегливих тренувань отримав серйозну травму хребта, яка змусила його закинути теніс на півтора року.
В покер почав грати також з дитинства. Коли йому виповнилося 18 років, він прийшов грати в казино «Гельсінкі» — єдине на ту пору казино у Фінляндії, де він виграв щотижневий турнір в $ 25 Безлімітний Холдем. Його перший виграш там склав $ 225. Він виграв, попри те, що ніколи доти не грав в цей різновид покеру. Дуже швидко він став грати в казино на столах в Омаху з лімітами $ 2 / $ 2. Після пари років, присвячених грі і поступового збільшення ставок, постійній самоосвіті в сфері покеру, у Патріка накопичився солідний банкролл. Однак у 2002 році час його успіхи в покері на деякий час припинилися. Антоніус на три місяці залишив Гельсінкі і поїхав до Італії для вивчення секретів кулінарної справи в місцевих ресторанах. Покер був тимчасово забутий.
У січні 2003 року Патрік повернувся до Скандинавії і продовжив своє навчання в університеті. Заодно він вирішив приділити особливу увагу іграм в онлайн покер. Свій перший депозит Антоніус, менш ніж за два місяці, зміг збільшити з $ 200 до $ 20 000. Саме тоді він зрозумів, що хоче припинити своє навчання в університеті і цілком сфокусуватися на грі в покер. З березня по грудень 2003 року він грає по 12 годин на день, сім днів на тиждень. Результатом такої гри стало збільшення банкролла до солідної суми $ 80 000. Крім того, накопичився солідний досвід гри, в тому числі і з найкращими гравцями онлайн. Незабаром його вже вітали в топі онлайн гравців Європи.
Тим часом за ці роки посиленої гри в покер, Антоніус підлікував спину і знову задумався про кар'єру тенісиста. Порадившись зі своїми друзями серед фінських тенісистів, які отримували освіту в Сполучених Штатах, Патрік вирішив у черговий раз спробувати удачі. Подавши заявку, він отримав річну спортивну стипендію на навчання в одному з університетів Вірджинії.
Оскільки більша частина часу приділялася навчанню та тенісу, на гру в покер у нього залишалося значно менше часу, ніж раніше, але це ніяк не відбилося на його банкроллі. Патрік грав всього пару годин на день в Холдем з лімітами $ 50 / $ 100, його чистий дохід при цьому склав $ 150 000. Ще $ 100 000 виграшу він додав, коли почав грати в Омаху з лімітами $ 15 / $ 25. Всі ці успіхи він увінчав, вигравши онлайн сателіт-турнір, який дає право грати в турнірі 2004 року світової серії покеру.
На наступний день після закінчення семестру Антоніус купує квиток на літак і летить в Лас-Вегас, де продовжував грати в покер і значно покращив свою гру. У свій перший тиждень, після повернення з Лас-Вегаса він подвоїв свій банкролл, граючи онлайн з лімітами $ 200 / $ 400.
У 2005 році Патрік став брати участь в живих турнірах. Як результат, 12-е місце у фіналі PokerStars Caribbean Adventure принесло йому більше $ 34 000, його зусилля на турнірі WPT увінчалися п'ятнадцятий місцем і $ 40 000 призових. Крім того, він брав участь в турнірах WSOP, але до певного моменту без особливих успіхів.
У серпні Патрік переміг на турнірі Ladbrokes Scandinavian Poker, що проводиться в Стокгольмі, що принесло йому ще близько $ 70 000. В наступному місяці він зайняв третє місце в турнірі EPT Barcelona і отримав $ 145 000 призових. У жовтні він виграв $ 343 000 в EPT Baden, хоч і запізнився на п'ять годин до початку турніру.
Після всіх цих досить переконливих виграшів, Антоніус вирішив остаточно переїхати в Вегас. Він купив будинок і почав його реконструкцію, для закінчення якої треба було кілька років і сотні тисяч доларів. А тим часом, оселився в шикарному готельному номері, продовжуючи грати в онлайн покер із високими ставками і брати участь у живих турнірах.
У грудні 2005 року він заробив більше мільйона, зайнявши друге місце в турнірі WPT, поступившись лише Дойлу Брансону. В цей же час відбулася ще одна значна подія — Патрік познайомився зі своєю майбутньою дружиною Майєю.
У 2006 році продовжився успішний виступ в турнірах. Він отримав призи у восьми турнірах, включаючи 9 місце ($ 50 000) WSOP HORSE, 15-е місце ($ 10 000) в чемпіонаті Фінляндії WSOP. Крім того він взяв участь ще в трьох турнірах WSOP і двох турнірах WPT.
2006 рік став дуже вдалим для особистого життя гравця. Майя завагітніла (у травні 2007 вона народила дівчинку), і пара переїхала до свого будинку в Лас-Вегасі.
У 2007 році Антоніус продовжив успішні виступи у турнірах Aussie Millions, WPT, WSOP і WSOPE. Його регулярно бачили і в різних онлайн покер румах, де він брав участь в іграх з високими ставками, виграючи величезні суми грошей.
У 2008—2009 роках Патрік лише 4-рази потрапив в призи реальних турнірів, все більше віддаючи перевагу грати в покер онлайн. Він виграє мільйони доларів на Full Tilt Poker, де є членом команди професіоналів.
У 2009 році Патрік Антоніус став першим, хто наважився прийняти виклик від Тома Двана.